# گرد دریش
گرد دریش (انگلیسی: Gerd Dörich؛ زادهٔ ۱۴ فوریهٔ ۱۹۶۸) دوچرخه‌سوار اهل آلمان است.